# Live in California 74
Live in California 74 è un film-concerto del gruppo hard rock inglese Deep Purple, uscito originariamente in formato VHS nel 1981 e ripubblicato nel 2005 in versione DVD.

## Contenuto
Il video è tratto dalla loro esibizione del 6 aprile 1974 al festival rock California Jam, al quale il gruppo prese parte con altre celebri band quali i Black Sabbath, gli Eagles, gli Earth, Wind & Fire e gli Emerson, Lake & Palmer.
L'evento fu organizzato dalla rete televisiva statunitense ABC sul circuito automobilistico dell'Ontario Speedway (a pochi chilometri da San Francisco) ed ebbe un'affluenza di circa 400.000 spettatori.
Si tratta di una delle ventotto date effettuate durante la "leg" americana del tour promozionale dell'album Burn, precisamente la ventiseiesima, per la formazione con David Coverdale alla voce solista e Glenn Hughes al basso (Mark III) .
Inizialmente filmata e trasmessa solo parzialmente dalla stessa ABC, in due occasioni nel Maggio e Giugno del 1974, all'interno di una selezione dei momenti salienti dell'intera manifestazione, nel 1981 questa esibizione fu originariamente pubblicata per il mercato britannico in formato VHS col titolo California Jam, April 6th 1974 dalla BBC Video. Il film-concerto uscì in DVD il 24 gennaio 2006 per la Eagle Rock Entertainment, con la denominazione Deep Purple: Live In California '74, in edizione espansa con vari bonus, tra i quali Lay Down, Stay Down, assente dalla prima versione.
Tra il materiale aggiunto nella versione digitale figurano anche l'opzione audio 5.0, la masterizzazione stereo del suono, inquadrature da angolazioni alternative, nonché il commento scritto da Simon Robinson e recitato da Jon Kirkman, conduttore e fondatore dell'emittente radiofonica britannica Classic Rock Radio.
Tra le curiosità va sottolineato l' "incidente", che vede protagonista Ritchie Blackmore.
Durante il concerto si assiste infatti alla rabbia del chitarrista che, durante l'esecuzione di Space Truckin', prima sfascia contro una telecamera, che lo sta riprendendo, il suo strumento (finendo per gettarne i pezzi al pubblico), quindi dà fuoco ad un amplificatore facendolo esplodere. 
La sua fu una reazione ad un conflitto scoppiato nel backstage tra lo stesso e gli organizzatori: in seguito alle esibizioni più brevi del previsto dei vari artisti precedenti, i promoter avevano improvvisamente imposto alla band hard rock inglese di suonare con la luce del sole ancora alta, mentre il chitarrista si rifiutò di salire sul palco prima del tramonto, consapevole dell'effetto scenico che avrebbe suscitato il finto arcobaleno, collocato sul palco alle spalle dei musicisti.
Inoltre egli non voleva che, come primo nome in cartellone dell'evento, risultassero pubblicamente Emerson, Lake & Palmer, i quali a loro volta minacciavano di abbandonare la manifestazione senza esibirsi, percependo ugualmente il loro compenso, in quanto esentati per contratto dal suonare a notte fonda.
Il ruolo di "headliner", secondo previ accordi, avrebbe invece dovuto spettare ufficialmente al gruppo di Blackmore: infatti esso percepì il cachet più alto, mentre la decisione di lasciare l'ultima performance in cartellone a Keith Emerson e soci, fu presa solo per evitare ai Deep Purple di annullare, per problemi di tempistica, il successivo concerto alla Big Surf Arena di Tempe (Arizona), programmato per l'indomani.

## Versione audio
Dalla parte sonora del concerto fu tratto un album in versione CD, pubblicato nel 1996.

## Tracce
1. Burn - 6:20 - (Blackmore-Coverdale-Hughes-Paice)
2. Might Just Take Your Life - 4:58 - (Blackmore-Coverdale-Hughes-Paice)
3. Lay Down, Stay Down - 5:00 - (Blackmore-Coverdale-Hughes-Paice)
4. Mistreated - 10:00 - (Blackmore-Coverdale)
5. Smoke on the Water - 8:47 - (Blackmore-Gillan-Glover-Lord-Paice)
6. You Fool No One / The Mule - 18:49 - (Blackmore-Coverdale-Hughes-Paice) / (Blackmore-Gillan-Glover-Lord-Paice)
7. Space Truckin - 25:08 - (Blackmore-Gillan-Glover-Lord-Paice)

## Formazione
- David Coverdale - voce
- Ritchie Blackmore - chitarra
- Glenn Hughes - basso, voce
- Jon Lord - organo Hammond, tastiere
- Ian Paice - batteria